# BattleLore
 (octobre 2015).
Si vous disposez d'ouvrages ou d'articles de référence ou si vous connaissez des sites web de qualité traitant du thème abordé ici, merci de compléter l'article en donnant les références utiles à sa vérifiabilité et en les liant à la section « Notes et références ».
Pour les articles homonymes, voir Battlelore (homonymie).
BattleLore est un jeu de société créé par Richard Borg et édité par Days of Wonder en 2006. Pour 2 joueurs, à partir de 10 ans pour environ 60 minutes.
BattleLore a pour cadre un univers mếlant histoire et fantastique. BattleLore vous met aux commandes d’armées de figurines, sur les champs de bataille de l’Europe médiévale. BattleLore se veut un jeu de société doté de mécanismes simples qui combine des cartes, des figurines et un grand plateau modulable.

## Principe général
BattleLore se présente sous la forme d'un jeu de figurines évoluant sur un plan de jeu modulable biface, sur lequel on dispose des hexagones représentant des terrains particuliers (forêts, villages, collines, rivières, etc.). En respectant les scénarios que propose le livret de règles, les joueurs placent les figurines correspondant à leurs unités.

### Mécanisme
Le mécanisme de base de BattleLore est hérité de Battle Cry, Mémoire 44 et de Commands & Colors Ancients, trois autres jeux de Richard Borg.
Il consiste à jouer une carte permettant au joueur d'activer un certain nombre d'unités sur un flanc donné (gauche, centre ou droit) qu'il peut alors déplacer et faire combattre.
Les combats sont résolus en prenant un certain nombre de dés dépendant de l'attaquant et du terrain. Ces dés spéciaux sont constitués de six faces représentant les différents types d'unité. Lorsque le symbole de la cible est jeté, elle perd une figurine. Si elle n'a plus de figurines, elle est détruite et l'attaquant gagne une bannière (point de victoire).

### Matériel
- Le manuel du joueur ;
- un livret d’aventures ;
- plus de 210 figurines ;
- 58 porte-bannière et 15 bannières supplémentaires ;
- un plan de jeu représentant une carte de bataille double-face ;
- 46 tuiles de terrain et de lieux remarquables ;
- un jeu de 60 cartes "commandement" ;
- un jeu de 60 cartes "arcane" ;
- 42 cartes de résumé ;
- 2 fiches de "conseil de guerre" ;
- 24 pions de "maître des arcanes" ;
- 12 dés de combat ;
- 1 numéro d'accès au site Days of Wonder Online, son univers et son éditeur d’Aventures en ligne, etc.

### Mise en place
La mise en place suit les instructions décrites par le scénario choisi. Plusieurs scénarios sont fournis dans le livret d’aventures.
On pose la carte de bataille (le plan de jeu) sur la face choisie. On place ensuite les différentes tuiles de terrain puis les figurines et leurs bannières tel qu'indiqué par le scénario.
On choisit son conseil de guerre et on pioche les cartes commandement et arcane.

### But du jeu
La victoire revient au premier qui, à la faveur de ses mouvements de troupes, parvient à remporter le nombre de bannières indiqué par le scénario. Une bannière s'obtient en éliminant totalement une unité adverse.

### Déroulement
À son tour, chaque joueur va jouer les 5 phases suivantes :
- phase commandement : jouez une carte de commandement.
- phase activation : annoncez toutes les unités que vous comptez activer dans le cadre de la carte commandement zone ou tactique que vous venez de jouer.
- phase déplacement : déplacez toutes les unités actives que vous souhaitez, une à une, en respectant les limitations liées aux unités et aux terrains.
- phase combat : faites combattre vos unités activées une à une. Choisissez une unité ennemie et :
  - vérifiez que votre cible est à portée et dans la ligne de mire,
  - annoncez le nombre de dés de combat auquel vous avez droit en fonction de vos types de troupes et d'armes,
  - ajustez votre nombre de dés de combat en fonction des éventuels effets du terrain,
  - lancez le nombre de dés obtenus et appliquez leurs résultats selon la carte d'arme de l'unité offensive, en commençant par les coups touchés puis en comptant les retraites.
  - le cas échéant, résolvez les actions supplémentaires (s'emparer d'une position, effectuer une poursuite, attaque bonus et/ou riposte ennemie).
- phase fin du tour : piochez une nouvelle carte commandement ; lors d'une aventure fantastique, piochez aussi des cartes et/ou des pions arcanes.

### Nouveautés par rapport àMémoire 44
BattleLore étant un jeu dérivé de Mémoire 44, voici les principaux changements
- Le conseil de guerre : le joueur peut composer son conseil de guerre (selon les scénarios) et ainsi définir son nombre de cartes en main, s'il désire un sorcier, un clerc, un brigand, un guerrier ou une créature voire un mystérieux invité.
- Les sorts et l'arcane : grâce aux membres de son conseil de guerre, le joueur peut lancer des sorts pour soigner ses unités, blesser les unités adverses...
- Les lieux remarquables : des terrains aux propriétés spéciales dont certains appartiennent à un membre du conseil de guerre de niveau 3.
- Des créatures fantastiques : Actuellement, l'araignée géante, l'élémentaire de terre, les géants, le troll, les dragons et une hydre.
- Des règles de moral : Trois niveaux de moral (normale, en déroute et intrépide), en fonction de l'unité, du soutien d'autres unités et de la position occupée. Une unité intrépide peut éviter de battre en retraite, voir riposter tandis qu'une unité en déroute fuit loin et est vulnérable quand elle bat en retraite.
- Les mercenaires : Ce sont des troupes spéciales représentées par des figurines différentes, les mercenaires ont des caractéristiques spéciales et possèdent des unités uniques dans leurs rangs. Il y a deux sortes de mercenaires, les nains de fer, courageux mais leur cavalerie est lente, et les gobelinoïdes, très mobiles mais très peureux aussi. Quand il y a des mercenaires dans la partie, chaque camp possède les siens. On ne peut pas associer les gobelins et les nains dans un seul camp.

### Extensions
Plusieurs extensions existent pour ce jeu.
- Aux armes ! : un système permettant de déployer ses troupes comme on le souhaite et de recruter des troupes avec un tout nouveau système, le tout grâce à des cartes et des jetons de levé féodale.
- Epic :  un autre plateau de jeu pour faire des batailles sur de plus grandes surfaces.
- La Guerre de Cent Ans :  Cette extension fait entrer en jeu les armes qui naquirent pendant la Guerre de Cent Ans : les piques, les hallebardes et les cranequins, un nouveau type d'arbalète. De plus, des sonneurs de cor peuvent être ajoutés à des unités, pour remplacer une figurine de l'unité (pas le porte-bannière).
- Harceleurs gobelins : L'extension Harceleurs gobelins introduit l'orchestre gobelin. Composé d'une grosse caisse et de 3 tambours, il donne du baume au cœur des Gobelinoïdes sur tout le champ de bataille. La boîte inclut aussi 8 piquiers et 8 frondeurs gobelins.
- Maraudeurs gobelins :  L'extension Maraudeurs gobelins se compose de l'orchestre gobelin et de nouvelles unités de cavalerie gobelinoïdes.
- Bataillon nain :  Le Bataillon nain est composé de 4 nains de fer joueurs de cornemuse, dont la musique sème l'effroi dans les rangs adverses ; 8 piquiers et 8 porteurs de hache nains.
- Les Guerres d'Écosse : L'extension Guerres d'Écosse retrace le conflit épique pour le contrôle de l'Écosse. Cette extension introduit de nouvelles unités naines, qui permettent de rejouer les batailles de William Wallace, de Robert Bruce et des autres leaders écossais contre les Anglais, lors des guerres d'indépendance de l'Écosse.
- Dragons : L'extension Dragons permet aux joueurs d'ajouter des dragons à leurs armées. Les différents types existants sont le Drake de Glace, le Dragon de Feu et le Wyvern des bois.
- Créatures : Cette extension permet aux joueurs de jouer de nouvelles créatures : le Géant des Bois, l'Élémentaire de Pierre et l'Hydre.
- Héros : Les joueurs peuvent nommer des chefs militaires pour leurs armées grâce à cette extension.
- Horde horrifique : Ajoute assez de troupes gobelinoïde pour avoir une armée entièrement composée de gobelins et une nouvelle unités gobelinoïde, les hallebardiers gobelins ainsi qu'une unité totalement inédite : les ogres.
- Guerriers barbus : Ajoute assez de troupes de nains pour avoir une armée entièrement composée de nains et deux nouvelles unités naines, les balistes (accompagné de guetteurs) et les chevaucheurs d'ours.
- Code de la chevalerie : Des nouvelles troupes pour les humains dont les chevaliers montés et à pied.

### Éditeurs
Days of Wonder a annoncé au mois d'août 2008 qu'il avait vendu les droits du jeu à la société Fantasy Flight Games

## Deuxième édition
Une deuxième édition reprenant le même système de base est sortie en 2013.

### Différences avec la première édition
Le jeu ne prend plus place dans un monde historique alternatif mais dans un monde d’héroïque fantasy : le monde de Terrinoth.
Deux factions existent dans le boite de base : Les Seigneurs Daquan et les Utuk Y’llan.

### Extensions du jeu de base il y a une extension
Herault de brise froi armee de couleur violette 